# 7月2日
7月2日是阳历年的第183天（闰年是184天），离一年的结束还有182天。

## 大事记

### 19世紀以前
- 626年：唐朝皇帝李渊次子秦王李世民发动玄武门之变，暗杀皇太子李建成和四弟李元吉。
- 1502年：法国和西班牙在意大利就那不勒斯分治问题爆发战争。
- 1505年：馬丁·路德在斯道特亨附近突然遇到狂風暴雨，發誓如能不死願意出家。
- 1644年：第一次英格蘭內戰：蘇格蘭誓約派和英格蘭議會派的聯合部隊在馬斯頓荒原戰役中擊敗騎士黨軍隊。
- 1679年：清朝开始修撰《明史》。
- 1777年：佛蒙特州成為美國第一個廢除奴隸制度的州。

### 19世紀
- 1853年：俄羅斯軍隊入侵土耳其，展開了克里米亞戰爭的序幕。
- 1881年：美国总统詹姆斯·A·加菲尔德在华盛顿哥伦比亚特区的铁路站遇刺重伤，79日后身亡。
- 1890年：国际会议通过布鲁塞尔会议议定书（英语：Brussels Conference Act of 1890），废除非洲奴隶买卖和向原始民族出售酒类。
- 1890年：美國國會通過休曼法案，該法案用來打擊有托拉斯行為的公司與組織。
- 1900年：德国工程师齐柏林发明的齐柏林飞艇在腓特烈港附近的康斯坦茨湖进行了首次飞行。

### 20世紀
- 1917年：黎元洪任段祺瑞为国务总理。
- 1922年：中国南京国民政府设立青岛特别市。
- 1931年：日本制造万宝山事件。
- 1937年：美國女性飛行員愛蜜莉亞·艾爾哈特和領航員佛萊得·努南在太平洋豪蘭島附近失蹤。
- 1947年：波兰把奥斯威辛集中营改为纪念馆。
- 1949年：中华全国文学艺术工作者代表大会在北平开幕。
- 1950年：日本京都市鹿苑寺舍利殿遭患有精神病的僧侶縱火燒毀，5年後重建。
- 1959年：中国共产党中央政治局扩大会议在庐山召开，史称庐山会议。
- 1961年：曾获得诺贝尔文学奖的美国作家厄尼斯特·海明威在爱达荷州的家中自杀身亡。
- 1964年：美国总统林登·詹森签署《民权法案》，禁止学校、工作场所和公共空间的种族隔离。
- 1976年：在越南战争结束1年多后，越南民主共和国和越南南方共和国合并为越南社会主义共和国。
- 1987年：中国国务院批准在国家科技进步奖中增列“星火”奖，国家“星火”奖励办法由国家科委发布，并负责具体实施。
- 1990年：苏共召开二十八大，叶利钦宣布退出苏共。
- 1990年：沙特阿拉伯麦加朝觐踩踏事故。
- 1993年：土耳其錫瓦斯數千名回教徒縱火，抗議出版土耳其文《撒但詩篇》。
- 1995年：广东大亚湾核电站重新并网。
- 1997年：泰國政府針對官方貨幣泰銖實行浮動匯率制而導致貨幣暴跌，亞洲金融風暴爆發。
- 1998年：J·K·羅琳所著的「哈利波特」系列第二部小說《哈利波特－消失的密室》出版。
- 2000年：香港大澳沙面仔發生大火，燒毀棚屋90多間。

### 21世紀
- 2003年：溫哥華成為2010年冬季奧運的主辦城市。
- 2004年：台灣中南部發生七二水災。
- 2005年：10場現場八方演唱會在世界各地舉行，要求G8高峰會多關注有關於貧窮的議題。
- 2012年：西班牙队在2012年欧洲杯决赛中击败意大利队，获得2012年欧洲足球锦标赛冠军。
- 2012年：在2012年墨西哥大选中代表革命制度党和绿色生态党的候选人培尼亚·涅托获胜，将成为下一届墨西哥总统。
- 2012年：英国巴克莱银行因操纵伦敦同业拆放利率被课以4.5亿美元罚款，董事长宣布辞职。
- 2013年：印尼亞齊省發生Mw 6.2強烈地震，造成至少35人死亡，276人受傷。
- 2020年：緬甸帕敢的翡翠礦區發生山體滑坡，造成175至200名礦工死亡，是緬甸史上最嚴重的礦難。
- 2024年：印度北方邦哈特拉斯地區發生一起嚴重踩踏事故，造成至少121人喪生，上百人受傷。

## 出生
- 1489年：托馬斯·克蘭麥，英格蘭聖公會主教長（1556年逝世）
- 1714年：克里斯托夫·維利巴爾德·格魯克，德國作曲家（1787年逝世）
- 1742年：弗里德里希·馮·沃姆，德國植物學家（1781年逝世）
- 1894年：安德烈·柯特茲，匈牙利攝影師（1985年逝世）
- 1898年：安東尼·麥考利夫，美國陸軍上將（1975年逝世）
- 1903年：奧拉夫五世，挪威國王（1991年逝世）
- 1903年：亞歷克·道格拉斯-休姆爵士，曾任英國首相（1995年逝世）
- 1906年：漢斯·貝特，德裔美國理論物理學家，1967年諾貝爾物理學獎得主（2005年逝世）
- 1908年：瑟古德·馬歇爾，美國民權律師、法學家，首位擔任美國最高法院大法官的非裔美國人（1993年逝世）
- 1916年：漢斯-烏爾里希·魯德爾，德國空軍飛行員，外號「東線之鷹」（1982年逝世）
- 1922年：皮尔·卡丹，法国服装设计师（2020年逝世）
- 1924年：葉嘉瑩，華裔加拿大詩人、漢學家（2024年逝世）
- 1925年：帕特里斯·盧蒙巴，非洲政治家，曾任刚果民主共和国总理（1961年逝世）
- 1930年：卡洛斯·梅内姆，阿根廷政治人物，第47任阿根廷總統（2021年逝世）
- 1935年：關橋，中國工程師（2022年逝世）
- 1938年：弗蘭克·威斯納，美國商人、外交官（2025年逝世）
- 1939年：亞歷山德羅斯·帕納古利斯，希臘政治家、詩人（1976年逝世）
- 1939年：陳淑芳，台灣女演員
- 1941年：查理·沃茨，英國作曲家，滾石樂隊鼓手（2021年逝世）
- 1942年：盧茨·D·施馬德爾，德國天文學家（2016年逝世）
- 1943年：羅福助，臺灣政治人物，前任中華民國立法委員。
- 1956年：瑞莉·霍爾，美國超級名模、演員
- 1960年：瑪麗亞·塞雷諾，菲律賓法官、律師
- 1960年：埃爾馬爾·馬梅季亞羅夫，亞塞拜然外交官
- 1961年：蔣志光，香港男演員、歌手
- 1963年：曹啟泰，台灣電視節目主持人
- 1964年：張達明，香港演員
- 1965年：黃雅珉，台灣女歌手
- 1970年：任天野，中國男演員
- 1971年：瞿穎，中國女演員
- 1972年：愛德華·李，韓裔美國廚師
- 1974年：文素利，韓國女演員
- 1976年：關穎，台灣歌手
- 1976年：劉曉憶，台灣女演員
- 1976年：皮耶卓·馬切洛，義大利電影導演
- 1976年：卢多维特·奥多尔，斯洛伐克經濟學家、政治人物，第11任斯洛伐克總理
- 1978年：于里·拉塔斯，愛沙尼亞政治人物，前任愛沙尼亞總理
- 1979年：霍啟剛，香港企業家
- 1979年：郭京飛，中國男演員
- 1979年：三宅健，日本男子偶像團體V6成員
- 1980年：渡瀨晶，日本AV女優
- 1981年：權賢尚，韓國男演員
- 1984年：鄧小琳，香港癌症患者，作家（2013年逝世）
- 1984年：沈志明，台灣男演員
- 1984年：持田秋，日本漫畫家
- 1984年：藤井莉娜，日本模特兒
- 1984年：李昌旭，韓國男演員
- 1984年：埃莉斯·斯蒂芬尼克，美國政治人物，現任紐約州眾議院議員
- 1985年：陳嘉唯，台灣女歌手
- 1985年：艾希莉·提斯代爾，美國女演員、歌手、模特兒
- 1985年：揚·利帕夫斯基，捷克政治人物，現任捷克外交部長
- 1986年：琳賽·蘿涵，美國女演員、時尚設計師、錄音藝術家、歌手、模特兒
- 1987年：露拉娜·科爾舒諾娃，哈薩克模特兒（2008年逝世）
- 1987年：政井光，日本女歌手
- 1988年：李青龍，韓國足球員
- 1989年：Dev，美國女歌手
- 1989年：周紋希，香港女藝人
- 1989年：亚历克丝·摩根，美國女子足球運動員
- 1990年：瑪格·羅比，澳大利亞女演員
- 1991年：金高銀，韓國女演員
- 1992年：鄺潔楹，香港女藝人
- 1993年：岸洋佑，日本男歌手
- 1993年：薩維蒂，美國饒舌創作型女歌手、演員
- 1995年：德瑞克·懷特，美國職業籃球運動員
- 1995年：大野絲，日本女演員
- 1995年：金澤朋子，日本組合Juice=Juice成員
- 1995年：萊恩·墨菲，美國男子游泳運動員
- 1996年：廖慧儀，香港模特兒
- 1998年：張顏齊，中國男子偶像團體R1SE成員
- 2000年：阿季爾·奧斯曼諾夫，摩爾多瓦男子柔道運動員
- 2007年：朴敏荷，韓國女演員
- 2009年：艾莉莎·史雲頓，美國女演員

## 逝世
- 626年：李建成，唐高祖李淵長子，死於玄武門之變（589年出生）
- 626年：李元吉，唐高祖李淵四子，死於玄武門之變（603年出生）
- 936年：亨利一世，東法蘭克國王（876年出生）
- 1504年：斯特凡三世，摩爾達維亞公國大公（1433年出生）
- 1582年：明智光秀，日本戰國名將
- 1704年：洪升，清朝戏曲家（1645年出生）
- 1743年：斯賓塞·康普頓，英國政治人物，第2位英國首相，第一代維明頓伯爵（1673年出生）
- 1778年：盧梭，法国哲学家、作家、教育家，法国啟蒙主義思潮的代表人物（1712年出生）
- 1843年：薩穆埃爾·哈內曼，德國醫生（1755年出生）
- 1915年：波費里奧·迪亞斯，墨西哥將軍、政治家，第29任墨西哥總統（1830年出生）
- 1924年: 松方正義，日本首相(1835年出生)
- 1943年：哈里·科爾多，英屬印度陸軍軍官（1870年出生）
- 1943年：古澤勝之，日本政治人物（1894年出生）
- 1949年：季米特洛夫，保加利亚国际共产主义活动家（1882年出生）
- 1961年：厄尼斯特·海明威，美国作家，1954年诺贝尔文学奖得主（1899年出生）
- 1972年：約瑟·斐亭·斯密，美國宗教領袖、作家（1876年出生）
- 1977年：弗拉基米爾·弗拉基米羅維奇·納博科夫，俄羅斯裔美國作家（1899年出生）
- 1986年：陳雀，台灣女子籃球運動員（1934年出生）
- 1991年：鄧寄塵，香港男歌手、演員（1912年出生）
- 1994年：安德列斯·埃斯科巴，哥倫比亞職業足球運動員（1967年出生）
- 1999年：馬里奧·普佐，美國作家，代表作《教父》（1920年出生）
- 2003年：霍華德·萊文，美國統計學家、遺傳學家（1914年出生）
- 2004年：穆赫塔爾·盧比斯，印尼記者、作家（1922年出生）
- 2005年 : 古月，中国演员(1937年出生)
- 2006年：趙南哲，韓國圍棋創始人（1923年出生）
- 2007年:  傅冬，傅作义的女儿(1924年出生)
- 2011年：香灼璣，香港建築師（1943年出生）
- 2011年 :   伊塔馬爾·佛朗哥，巴西前总统 (1930年出生)
- 2013年：茀絲亞·福阿德，前伊朗皇后，埃及公主（1921年出生）
- 2013年：道格拉斯·恩格爾巴特，美國發明家，滑鼠的發明者（1925年出生）
- 2013年：李國修，臺灣屏風表演班藝術總監[1]（1955年出生）
- 2014年：哈羅德·W·庫恩，美國數學家（1925年出生）
- 2016年：埃利·維瑟爾，1986年諾貝爾和平獎得主、猶太人大屠殺倖存者（1928年出生）[2]
- 2016年：魯道夫·卡爾曼，匈牙利裔美國電機工程師、數學家、發明家（1930年出生）
- 2018年：刘伯里，中国工程院院士，放射化学和放射性药物专家，北京师范大学教授（1931年出生）
- 2019年：洪金梅，香港已故粵劇名伶鄧永祥第四任的妻子洪金梅，藝人鄧兆尊之母親。（1945年出生）
- 2019年 : 李·艾科卡， 美国企业家(1924年出生)
- 2022年：彼得·布魯克，英國戲劇和電影導演（1925年出生）
- 2022年：羅啟銳，香港導演、編劇（1952年出生）
- 2023年：凌永順，中國電子對抗技術專家（1937年出生）
- 2023年：米蘭·米盧蒂諾維奇，塞爾維亞政治人物，前任塞爾維亞總統（1942年出生）
- 2025年：，澳大利亞男演員（1968年出生）
- 2025年：米哈伊爾·古德科夫，俄羅斯海軍少將（1983年出生）

## 节假日和习俗
- 世界幽浮日[3][4]
- 国际体育记者日
- ：旗幟日